# Auranticarpa
Auranticarpa es un género de árboles perteneciente a la familia Pittosporaceae. Las seis especies se encuentran en la selva húmeda en el norte de Australia.

## Especies
Las especies, que anteriormente estaban incluidas en el género Pittosporum, son las siguientes:
- Auranticarpa edentata L.W.Cayzer, Crisp & I.Telford
- Auranticarpa ilicifolia L.W.Cayzer, Crisp & I.Telford
- Auranticarpa melanosperma (F.Muell.) L.W.Cayzer, Crisp & I.Telford
- Auranticarpa papyracea L.W.Cayzer, Crisp & I.Telford
- Auranticarpa resinosa (Domin) L.W.Cayzer, Crisp & I.Telford
- Auranticarpa rhombifolia (A.Cunn. ex Hook.) L.W.Cayzer, Crisp & I.Telford

## Taxonomía
El género fue descrito por L.W.Cayzer, Crisp & I.Telford y publicado en Australian Systematic Botany 13(6): 904. 2000. La especie tipo es: Auranticarpa rhombifolia (A.Cunn. ex Hook.) L.Cayzer, Crisp & I.Telford